# Bembecia stiziformis
Bembecia stiziformis is een vlinder uit de familie wespvlinders (Sesiidae), onderfamilie Sesiinae.
Bembecia stiziformis is voor het eerst wetenschappelijk beschreven door Herrich-Schäffer in 1851. De soort komt voor in het Palearctisch gebied.